# Alessio Lascaris Filantropeno
Alessio Lascaris Filantropeno (in greco Ἀλέξιος Λάσκαρις Φιλανθρωπηνός?; fl. XV secolo) fu un alto funzionario bizantino e governatore del Despotato di Morea negli ultimi decenni di vita dell'Impero.
Appare per la prima volta nel 1429, come governatore (kephale) di Vostitza (l'odierna Aigio), partecipando all'assedio di Patrasso da parte del despota della Morea (e poi ultimo imperatore bizantino) Costantino Paleologo. Avversario dell'Unione delle Chiese, fu in corrispondenza con Gennadio Scolario e Bessarione (che compose per lui un trattato sulla intercessione dello Spirito Santo), partecipò al Concilio di Firenze del 1439, ma lo abbandonò presto. Nel 1446 fu nominato kephale di Patrasso. Nell'autunno del 1448 Costantino Paleologo lo inviò a Costantinopoli dall'imperatore Giovanni VIII Paleologo per risolvere una disputa con il fratello Tommaso Paleologo, ma prima che Alessio arrivasse nella capitale scoprì che l'imperatore era morto. A dicembre partì per Mistra insieme a Manuele Iagaris Paleologo per portare la notizia della morte di Giovanni e della proclamazione di Costantino come imperatore e supervisionare la sua incoronazione (gennaio 1449).